# Deux Totenlieder (Bruckner)
Les deux Totenlieder, WAB 47/1 & 47/2, sont des élégies composées par Anton Bruckner en 1852.

## Historique
Bruckner composa ces deux élégies en 1852 pour l'enterrement de son ami Josef Seiberl. Le manuscrit original est archivé au Stadtmuseum de Wels et une transcription à l'Österreichische Nationalbibliothek.
Les deux Totenlieder, qui ont d'abord été publiés dans le Volume II/2, pp. 141-144 de la biographie Göllerich/Auer, sont édités dans le Volume XXI/16 de la Bruckner Gesamtausgabe.

## Texte
| O ihr, die ihr heut mit mir zum Grabe geht und bei meinem Leichnam jetzt versammelt steht, heftet Sinn und Herzen nicht an diese Eitelkeit! Sucht nur Gottes Reich und die Gerechtigkeit. | Vous, qui me portez aujourd'hui au tombeau Et êtes réunis autour de mon corps, Ne fixez pas vos âme et cœur à cette vanité ! Mais cherchez le royaume de Dieu et sa justice. |

## Composition
Les deux œuvres sont conçues pour chœur mixte a cappella. La première en mi bémol majeur comporte 10 mesures, la deuxième en fa majeur 19 mesures.

## Discographie
Il y a quelques enregistrements des Totenlieder :
- Jürgen Jürgens, Monteverdi-Chor, Bruckner - Music of St Florian Period (II) - CD : BSVD-0111 (Bruckner Archive), 1985 - uniquement le premier Totenlied
- Duncan Ferguson, le Choeur de la Cathédrale sainte-Marie d'Édimbourg, Bruckner: Motets  – CD : Delphian Records DCD34071, 2010
- Thomas Kerbl, Chorvereinigung Bruckner 2011, Anton Bruckner Lieder/Magnificat – CD : LIVA 046, 2011
- Philipp von Steinäcker, Vocalensemble Musica Saeculorum, Bruckner: Pange lingua - Motetten - CD : Fra Bernardo FB 1501271, 2015
- Łukasz Borowicz, Anton Bruckner: Requiem, RIAS Kammerchor Berlin, Akademie für Alte Musik Berlin – CD : Accentus ACC30474, 2019

## Sources
- August Göllerich, Anton Bruckner. Ein Lebens- und Schaffens-Bild, vers 1922 – édition posthume par Max Auer, G. Bosse, Ratisbonne, 1932
- Anton Bruckner – Sämtliche Werke, Band XXI: Kleine Kirchenmusikwerke, Musikwissenschaftlicher Verlag der Internationalen Bruckner-Gesellschaft, Hans Bauernfeind et Leopold Nowak (Éditeurs), Vienne, 1984/2001
- Cornelis van Zwol, Anton Bruckner 1824-1896 – Leven en werken, uitg. Thot, Bussum, Pays-Bas, 2012.  (ISBN 978-90-6868-590-9)